# 새로운 시작 (영화)
《새로운 시작》(프랑스어: Peau Neuve, 영어: New Dawn)은 프랑스에서 제작된 에밀 들뢰즈 감독의 1999년 드라마 영화이다. 사무엘 르 비앙 등이 주연으로 출연하였고 아네스 베 등이 제작에 참여하였다. 1999년 칸 영화제의 주목할 만한 시선 부문에서 상영되었다.

## 출연

### 주연
- 사무엘 르 비앙
- 마르시알 디 폰조 보
- 캐서린 비나티에르
- 클레르 노보

## 기타
- 미술: 지미 반스틴키스트
- 배역: 스테판 지토